# Amata atricornis
Amata atricornis là một loài bướm đêm thuộc phân họ Arctiinae, họ Erebidae.